# 孔祥東
孔祥东（1968年10月22日—），中国钢琴家。

## 生平
孔祥东出生于上海虹口區，祖籍山东曲阜，母亲为林幼陵。小時候孔祥东家住虹口區塘沽路大名路附近，並在虹口区第一中心小学讀書。13岁时父母离异。孔祥东5岁开始学习钢琴，1978年时考入上海音乐学院附小钢琴班，1981年升入上海音乐学院附中后师从范大雷，1987年毕业。孔祥东曾出现在艾萨克·斯特恩1979年的纪录片《从毛泽东到莫扎特：艾萨克·斯特恩在中国》中。
1985年2月获文化部主办的全国钢琴比赛第一名。1986年3月在上海举行独奏音乐会。1986年7月，赴莫斯科参加第八届柴可夫斯基国际钢琴比赛，获得铜奖（第七名）。1987年8月，获得西班牙第九届帕罗玛·奥谢亚国际钢琴比赛第四名。1988年赴美国柯蒂斯音乐学院学习，师从克劳德·弗兰克教授，并于1993年7月毕业。1988年6月，获得美国吉纳·巴考尔国际比赛金奖。1988年10月15日在纽约林肯艺术中心举行独奏会。1992年7月，获得第五届悉尼国际钢琴比赛第一名。1997年回国，同年3月，孔祥东音乐艺术中心在浦东成立。
1999年，成为第一个在“世界屋脊”拉萨举行大型音乐会的艺术家，首演了他与意大利作曲家莫若德共同创作的“西藏梦”大型钢琴组曲。
2000年，澳門回歸一周年纪念，受澳门政府之邀参与创作了歌曲《爱你一万年》，此曲由刘德华演唱。同年受聘为西北大学兼职教授，新疆师范大学客座教授，江西师范大学客座教授。2000年12月20日，参加澳门回归一周年庆祝音乐会，演奏《黄河》钢琴协奏曲，被江泽民称赞为“最为激动人心的演奏”。2002年1月，在台北演奏《黄河》。
2001年，当选为浦东新区第一届政协常委，联合国儿童基金会亲善大使。同年在山东曲阜创办了“孔子中英文学校”，受聘为曲阜师范大学客座教授。2002年11月26日，签约北京九洲亚华演艺经纪公司。
2004年6月20日，在维也纳金色大厅及萨尔斯堡举行钢琴独奏音乐会。
2004年8月，孔祥东音乐机构成立。
2006年，客串喜剧电影《爱情呼叫转移》。
2007年，与莫若德再次合作，奥运歌曲《永远的朋友》创作完成。
2008年9月患抑郁症后一度淡出大众视野。8年后病情好转並開始回歸大眾視野。2018年孔祥東与复旦大学附属儿科医院合作，建立孔祥东乐疗工作室。